# Orroroo Carrieton District Council
Orroroo Carrieton District Council är en kommun i Australien. Den ligger i delstaten South Australia, omkring 270 kilometer norr om delstatshuvudstaden Adelaide. Antalet invånare är 860.
Följande samhällen finns i Orroroo Carrieton District Council:
- Orroroo
- Pekina
- Carrieton

Omgivningarna runt Orroroo/Carrieton är i huvudsak ett öppet busklandskap. Trakten runt Orroroo/Carrieton är nära nog obefolkad, med mindre än två invånare per kvadratkilometer. Genomsnittlig årsnederbörd är 370 millimeter. Den regnigaste månaden är februari, med i genomsnitt 60 mm nederbörd, och den torraste är oktober, med 6 mm nederbörd.